# Melvin Creddle
Melvin Creddle junior (* 1. Mai 1982 in Newark, New Jersey) ist ein US-amerikanischer Basketballspieler, der derzeit bei den Xion Dukes Klosterneuburg in der österreichischen Basketball-Bundesliga (ABL) als Point Guard tätig ist. Seine bisherigen Vereine waren die Mount Olive (NCAA) und die Vermont Frost Heaves (ABA), mit denen er in der Saison 2006/07 Meister in der ABA wurde. Am 2. Januar 2008 wechselte er innerhalb der ÖBL von den Kelag Wörthersee Piraten zu den Xion Dukes Klosterneuburg.
| Personendaten    | Personendaten                               |
| ---------------- | ------------------------------------------- |
| NAME             | Creddle, Melvin                             |
| ALTERNATIVNAMEN  | Creddle junior, Melvin (vollständiger Name) |
| KURZBESCHREIBUNG | US-amerikanischer Basketballspieler         |
| GEBURTSDATUM     | 1. Mai 1982                                 |
| GEBURTSORT       | Newark, New Jersey                          |